# Aja Kong
Erika Shishido (宍戸 江利花, Shishido Erika) (Tóquio, 25 de setembro de 1970), mais conhecida pelo nome no ringue Aja Kong, é uma lutadora e executiva japonesa de wrestling profissional, fundadora da empresa ARSION. Ela conquistou inúmeros títulos em sua carreira, com destaque para os na promoção All Japan Women's Pro-Wrestling.